# Mont Tondu
Il Mont Tondu (3.196 m s.l.m.) è una montagna del Massiccio di Trélatête nelle Alpi del Monte Bianco. Si trova nel dipartimento francese dell'Alta Savoia.
La montagna è lungo la cresta che, partendo dall'Aiguille des Glaciers, scende verso ovest.